# Wrotki Polski
Wrotki (Rotifera) są w Polsce reprezentowane przez 515 (554) gatunki.

## Wrotki właściwe (Monogononta)

### Pseudotrocha

#### Ploima
Rodzina Epiphanidae
- Epiphanes brachionus (Ehrenberg, 1837)
- Epiphanes clavulata (Ehrenberg, 1832)
- Epiphanes macroura (Barrois & Daday, 1894)
- Epiphanes pelagica (Jennings, 1900)
- Epiphanes senta (O.F.Muller, 1773)
- Cyrtonia tuba (Ehrenberg, 1834)
- Rhinoglena frontalis Ehrenberg, 1853
- Microcodides chlaena (Gosse, 1886)

Rodzina Brachionidae Ehrenberg, 1838
- Platyias quadricornis (Ehrenberg, 1832)
- Brachionus angularis Gosse, 1851
- Brachionus bidentatus Anderson, 1889
- Brachionus budapestinensis Daday, 1885
- Brachionus calyciflorus Pallas, 1766
- Brachionus diversicornis (Daday, 1883)
- Brachionus falcatus Zacharias, 1898
- Brachionus forficula Wierzejski, 1891
- Brachionus leydigii Cohn, 1862
- Brachionus patulus Müller, 1786
- Brachionus plicatilis Müller, 1786
- Brachionus polyacanthus (Ehrenberg, 1834)
- Brachionus quadridentatus Hermann, 1783
- Brachionus urceolaris Müller, 1773
- Brachionus variabilis Hempel, 1896
- Keratella cochlearis (Gosse, 1851)
- Keratella curvicornis (Rylov, 1926)
- Keratella hiemalis (Carlin, 1943)
- Keratella paludosa (Lucks, 1912)
- Keratella procurva (Thorpe, 1891)
- Keratella quadrata (Müller, 1786)
- Keratella serrulata (Ehrenberg, 1838)
- Keratella testudo (Ehrenberg, 1832)
- Keratella ticinensis (Callerio, 1920)
- Keratella tropica (Apstein, 1907)
- Keratella valga (Ehrenberg, 1834)
- Notholca acuminata (Ehrenberg, 1832)
- Notholca bipalium (Müller, 1786)
- Notholca caudata Carlin, 1943
- Notholca foliacea (Ehrenberg, 1838)
- Notholca labis Gosse, 1887
- Notholca salina Focke, 1961
- Notholca squamula (Müller, 1786)
- Notholca striata (Müller, 1786)
- Kellicottia longispina (Kellicott, 1879)
- Anuraeopsis fissa Gosse, 1851

Rodzina Euchlanidae Ehrenberg, 1838
- Beauchampiella eudactylota (Gosse, 1886)
- Euchlanis alata Voronkov, 1912
- Euchlanis calpidia Myers, 1930
- Euchlanis dapidula Parise, 1963
- Euchlanis deflexa (Gosse, 1851)
- Euchlanis dilatata Ehrenberg, 1832
- Euchlanis incisa Carlin, 1939
- Euchlanis lyra Hudson, 1886
- Euchlanis meneta Myers, 1930
- Euchlanis oropha Gosse, 1887
- Euchlanis parva Rousselet, 1832
- Euchlanis pyriformis Gosse, 1851
- Euchlanis triquetra Ehrenberg, 1838
- Diplois daviesiae Gosse, 1886
- Tripleuchlanis plicata (Levander, 1894)
- Dipleuchlanis elegans (Wierzejski, 1893)
- Dipleuchlanis propatula (Gosse, 1886)

Rodzina Mytilinidae Harring, 1913
- Mytilina bicarinata (Perty, 1850)
- Mytilina bisulcata (Lucks, 1912)
- Mytilina compressa (Gosse, 1851)
- Mytilina crassipes (Lucks, 1912)
- Mytilina mucronata (O.F. Muller, 1773)
- Mytilina mutica (Perty, 1849)
- Mytilina trigona (Gosse, 1851)
- Mytilina unguipes (Lucks, 1912)
- Mytilina ventralis (Ehrenberg, 1832)
- Lophocharis oxysternon (Gosse, 1851)
- Lophocharis salpina (Ehrenberg, 1834)

Rodzina Trichotriidae Harring, 1913
- Wolga spinifera (Western, 1894)
- Trichotria pocillum (Müller, 1766)
- Trichotria tetractis (Ehrenberg, 1830)
- Macrochaetus subquadratus Perty, 1850

Rodzina Lepadellidae Harring, 1913
- Colurella adriatica Ehrenberg, 1831
- Colurella colurus (Ehrenberg, 1830)
- Colurella dicentra (Gosse, 1887)
- Colurella geophila Donner, 1951
- Colurella hindenburgi Steinecke, 1917
- Colurella obtusa (Gosse, 1886)
- Colurella sulcata (Stenroos, 1898)
- Colurella tesselata (Glascott, 1893)
- Colurella uncinata (Müller, 1773)
- Squatinella bifurca (Bolton, 1884)
- Squatinella geleii Varga, 1933
- Squatinella longispinata (Tatem, 1867)
- Squatinella mutica (Ehrenberg, 1832)
- Squatinella rostrum (Schmarda, 1846)
- Lepadella acuminata (Ehrenberg, 1834)
- Lepadella cristata (Rousselet, 1893)
- Lepadella dactyliseta (Stenroos, 1898)9
- Lepadella elliptica Wulfert, 1939
- Lepadella glossa Wulfert, 1960
- Lepadella koniari Bartos, 1955
- Lepadella ovalis (O.F. Muller, 1786)
- Lepadella patella (O.F. Muller, 1786)
- Lepadella quadricarinata (Stenroos, 1898)
- Lepadella quinquecostata (Lucks, 1912)
- Lepadella rhomboides (Gosse, 1886)
- Lepadella rottenburgi (Lucks, 1912)
- Lepadella triba Myers, 1934
- Lepadella triptera (Ehrenberg, 1830)
- Lepadella vitrea Shephard, 1911
- Lepadella heterodactyla Fadeew, 1925
- Lepadella astacicola Hauer, 1926
- Lepadella branchicola Hauer, 1926
- Lepadella lata Wiszniewski, 1939
- Lepadella parasitica Hauer, 1926

Rodzina Lecanidae Remane, 1933
- Lecane aculeata (Jakubski, 1912)
- Lecane agilis (Bryce, 1892)
- Lecane arcuata (Bryce, 1891)
- Lecane arcula Harring, 19144
- Lecane bifurca (Bryce, 1892)
- Lecane bulla (Gosse, 1851)
- Lecane clara (Bryce, 1892)
- Lecane closterocerca (Schmarda, 1859)
- Lecane copeis (Harring & Myers, 1926)
- Lecane cornuta (Müller, 1786)
- Lecane curvicornis (Murray, 1913)
- Lecane decipiens Murray, 1913
- Lecane depressa (Bryce, 1891)
- Lecane elasma Harring & Myers, 1926
- Lecane elongata Harring & Myers, 1926
- Lecane elsa Hauer, 1931
- Lecane flexilis (Gosse, 1886)
- Lecane furcata (Murray, 1913)
- Lecane galeata (Bryce, 1892)
- Lecane gwileti (Tarnogradski, 1930)
- Lecane hamata (Stokes, 1896)
- Lecane hornemanni (Ehrenberg, 1834)
- Lecane imbricata Carlin, 1939
- Lecane inermis (Bryce, 1892)
- Lecane intrasinuata (Olofsson, 1917)
- Lecane ivli (Wiszniewski, 1935)
- Lecane lauterborni Hauer, 1924
- Lecane leontina (Turner, 1892)
- Lecane levistyla (Olofsson, 1917)
- Lecane ligona (Dunlop, 1901)
- Lecane ludwigii (Eckstein, 1883)
- Lecane luna (Muller, 1776)
- Lecane lunaris (Ehrenberg, 1832)
- Lecane mira (Murray, 1913)
- Lecane monostyla (Daday, 1897)
- Lecane nana (Murray, 1913)
- Lecane niothis Harring & Myers, 1926
- Lecane obtusa (Murray, 1913)
- Lecane opias (Harring & Myers, 1926)
- Lecane paradoxa (Steinecke, 1916)
- Lecane perpusilla (Hauer, 1929)
- Lecane psammophila (Wiszniewski, 1932)
- Lecane pyriformis (Daday, 1905)
- Lecane quadridentata (Ehrenberg, 1832)
- Lecane rhenana Hauer, 1929
- Lecane rugosa (Harring, 1914)
- Lecane scutata (Harring & Myers, 1926)
- Lecane signifera (Jennings, 1896)
- Lecane stenroosi (Meissner, 1908)
- Lecane stichaea Harring, 1913
- Lecane subtilis Harring & Myers, 1926
- Lecane subulata (Harring & Myers, 1926)
- Lecane tenuiseta Harring, 1914
- Lecane tryphema Harring & Myers, 1924
- Lecane ungulata (Gosse, 1887)

Rodzina Proalidae Harring & Myers, 1924
- Bryceella stylata (Milne, 1886)
- Bryceella tenella (Bryce, 1897)
- Proalinopsis caudatus (Collins, 1873)
- Proalinopsis squamipes Hauer, 1935
- Proales daphnicola Thompson, 1892
- Proales decipiens (Ehrenberg, 1832)
- Proales doliaris (Rousselet, 1895)
- Proales fallaciosa Wulfert, 1937
- Proales gigantea (Glascott, 1893)
- Proales globulifera (Hauer, 1921)
- Proales micropus (Gosse, 1886)
- Proales minima (Montet, 1915)
- Proales parasita (Ehrenberg, 1838)
- Proales reinhardti (Ehrenberg, 1834)
- Proales sigmoidea (Skorikov, 1896)
- Proales sordida Gosse, 1886
- Proales theodora (Gosse, 1887)
- Proales wesenbergi Wulfert, 1960

Rodzina Lindiidae Harring & Myers, 1924
- Lindia anebodica Berzins, 1949
- Lindia janickii Wiszniewski, 1934
- Lindia pallida Harring & Myers, 1922
- Lindia torulosa Dujardin, 1841
- Lindia truncata (Jennings, 1894)

Rodzina Tetrasiphonidae
- Tetrasiphon hydrocora Ehrenberg, 1840

Rodzina Scaridiidae
- Scaridium longicaudum (Muller, 1786)

Rodzina Ituridae
- Itura aurita (Ehrenberg, 1830)
- Itura viridis (Stenroos, 1898)

Rodzina Notommatidae Hudson & Gosse, 1886
- Drilophaga bucephalus Vejdovsky, 1883
- Enteroplea lacustris Ehrenberg, 1830
- Enteroplea similis Fadeew, 1925
- Monommata actices Myers, 1930
- Monommata aequalis (Ehrenberg, 1832)
- Monommata appendiculata Stenroos, 1898
- Monommata astia Myers, 1930
- Monommata grandis Tessin, 1890
- Monommata longiseta (Muller, 1786)
- Monommata maculata Myers, 1930
- Monommata phoxa Myers, 1930
- Dorystoma caudata (Bilfinger, 1894)
- Taphrocampa annulosa Gosse, 1851
- Taphrocampa clavigera Stokes, 1896
- Taphrocampa selenura Gosse, 1887
- Eothinia elongata (Ehrenberg, 1932)
- Eosphora anthadis Harring & Myers, 1922
- Eosphora ehrenbergi Weber, 1918
- Eosphora najas Ehrenberg, 1830
- Eosphora thoides Wulfert, 1935
- Resticula anceps Harring & Myers, 1924
- Resticula gelida (Harring & Myers, 1922)
- Resticula melandocus (Gosse, 1887)
- Resticula nyssa Harring & Myers, 1924
- Resticula vermiculus Wulfert, 1935
- Notommata allantois Wulfert, 1935
- Notommata aurita (Muller, 1786)
- Notommata brachiota Ehrenberg, 1832
- Notommata cerberus (Gosse, 1886)
- Notommata collaris Ehrenberg, 1886
- Notommata contorta (Stokes, 1897)
- Notommata copeus Ehrenberg, 1834
- Notommata cyrtopus Gosse, 1886
- Notommata diasema Myers, 1936
- Notommata doneta Harring & Myers, 1924
- Notommata falcinella Harring & Myers, 1922
- Notommata glyphura Wulfert, 1935
- Notommata groenlandica Bergendal, 1892
- Notommata omentata Wulfert, 1939
- Notommata pachyura (Gosse, 1886)
- Notommata pseudocerberus de Beauchamp, 1908
- Notommata saccigera Ehrenberg, 1832
- Notommata silpha (Gosse, 1887)
- Notommata tripus Ehrenberg, 1838
- Pleurotrocha aurea (Zawadovsky, 1916)
- Pleurotrocha petromyzon (Ehrenberg, 1830)
- Pleurotrocha robusta (Glascott, 1893)
- Cephalodella apocolea Myers, 1924
- Cephalodella auriculata (Muller, 1773)
- Cephalodella biungulata Wulfert, 1937
- Cephalodella bryophila Pawłowski, 1938
- Cephalodella carina Wulfert, 1959
- Cephalodella catellina Muller, 1786
- Cephalodella compacta Wiszniewski, 1934
- Cephalodella crassipes (Lord, 1903)
- Cephalodella delicata Wulfert, 1937
- Cephalodella eva (Gosse, 1887)
- Cephalodella exigua (Gosse, 1886)
- Cephalodella forficata (Ehrenberg, 1832)
- Cephalodella forficula (Ehrenberg, 1832)
- Cephalodella gibba (Ehrenberg, 1832)
- Cephalodella gigantea Remane, 1933
- Cephalodella globata (Gosse, 1887)
- Cephalodella gracilis (Ehrenberg, 1832)
- Cephalodella hoodii (Gosse, 1886)
- Cephalodella hyalina Myers, 1924
- Cephalodella limosa Wulfert, 1937
- Cephalodella megalocephala (Glascott, 1893)
- Cephalodella megalotrocha Wiszniewski, 1934
- Cephalodella misgurnus Wulfert, 1937
- Cephalodella mus Wulfert, 1956
- Cephalodella nana Myers, 1924
- Cephalodella obvia Donner, 1949
- Cephalodella pachyodon Wulfert, 1937
- Cephalodella pheloma Myers, 1943
- Cephalodella reimanni Donner, 1950
- Cephalodella rotunda Wulfert, 1937
- Cephalodella stenroosi Wulfert, 1937
- Cephalodella sterea (Gosse, 1887)
- Cephalodella tachyphora Myers, 1924
- Cephalodella tantilla Myers, 1934
- Cephalodella tantilloides Hauer, 1935
- Cephalodella tenuior (Gosse, 1886)
- Cephalodella tenuiseta (Burn, 1890)
- Cephalodella ventripes (Dixon-Nutall, 1901)

Rodzina Trichocercidae Harring, 1913
- Trichocerca bidens (Lucks, 1912)
- Trichocerca birostris (Minkiewicz, 1990)
- Trichocerca brachyura (Gosse, 1851)
- Trichocerca cavia (Gosse, 1886)
- Trichocerca collaris (Rousselet, 1896)
- Trichocerca dixonnutalli (Jennings, 1903)
- Trichocerca inermis (Linder, 1904)
- Trichocerca insignis (Herrick, 1885)
- Trichocerca intermedia (Stenroos, 1898)
- Trichocerca musculus (Hauer, 1937)
- Trichocerca myersi (Hauer, 1931)
- Trichocerca parvula (Carlin, 1939)
- Trichocerca porcellus (Gosse, 1851)
- Trichocerca pygocera (Wiszniewski, 1932)
- Trichocerca rousseleti (Voigt, 1902)
- Trichocerca similis (Wierzejski, 1893)
- Trichocerca sulcata (Jennings, 1894)
- Trichocerca taurocephala (Hauer, 1931)
- Trichocerca tenuior (Gosse, 1886)
- Trichocerca tigris (Muller, 1786)
- Trichocerca uncinata (Voigt, 1902)
- Trichocerca vernalis (Hauer, 1936)
- Trichocerca weberi (Jennings, 1903)
- Trichocerca agnatha Wulfert, 1939
- Trichocerca bicristata (Gosse, 1887)
- Trichocerca capucina (Wierzejski & Zacharias, 1893)
- Trichocerca cylindrica (Imhof, 1891)
- Trichocerca elongata (Gosse, 1886)
- Trichocerca gracilis (Tessin, 1890)
- Trichocerca iernis (Gosse, 1887)
- Trichocerca jenningsi Voigt, 1957
- Trichocerca longiseta (Schrank, 1802)
- Trichocerca lophoessa (Gosse, 1886)
- Trichocerca macera (Gosse, 1886)
- Trichocerca marina (Daday, 1890)
- Trichocerca mus Hauer, 1937
- Trichocerca pusilla (Jennings, 1903)
- Trichocerca rattus (Müller, 1776)
- Trichocerca rosea (Stenroos, 1898)
- Trichocerca stylata (Gosse, 1851)
- Trichocerca vargai Wulfert, 1961
- Ascomorphella volvocicola (Plate, 1886)
- Elosa worrallii Lord, 1891

Rodzina Gastropodidae Harring, 1913
- Gastropus hyptopus (Ehrenberg, 1838)
- Gastropus minor (Rousselet, 1892)
- Gastropus stylifer (Imhof, 1891)
- Ascomorpha agilis Zacharias, 1893
- Ascomorpha ecaudis Perty, 1850
- Ascomorpha minima Hofsten, 1909
- Ascomorpha ovalis (Bergendahl, 1892)
- Ascomorpha saltans Bartsch, 1870

Rodzina Synchaetidae Hudson & Gosse, 1886
- Synchaeta baltica Ehrenberg, 1834
- Synchaeta grandis Zacharias, 1893
- Synchaeta lakowitziana Lucks, 1930
- Synchaeta littoralis Rousselet, 1902
- Synchaeta longipes Gosse, 1887
- Synchaeta monopus Plate, 1889
- Synchaeta oblonga Ehrenberg, 1832
- Synchaeta pectinata Ehrenberg, 1832
- Synchaeta stylata Wierzejski, 1893
- Synchaeta tremula (Muller, 1786)
- Polyarthra dolichoptera Idelson, 1925
- Polyarthra euryptera Wierzejski, 1891
- Polyarthra major Burckhardt, 1900
- Polyarthra minor Voigt, 1904
- Polyarthra remata Skorikov, 1896
- Polyarthra vulgaris Carlin, 1943
- Ploesoma hudsoni (Imhof, 1891)
- Ploesoma lenticulare Herrick, 1885
- Ploesoma triacanthum (Bergendal, 1892)
- Ploesoma truncatum (Levander, 1894)

Rodzina Asplanchnidae Eckstein, 1883
- Harringia eupoda (Gosse, 1887)
- Harringia rousseleti de Beauchamp, 1912
- Asplanchnopus multiceps (Schrank, 1793)
- Asplanchna herrickii de Guerne, 1888
- Asplanchna priodonta Gosse, 1850
- Asplanchna brightwellii Gosse, 1850
- Asplanchna girodi de Guerne, 1888
- Asplanchna intermedia Hudson, 1886
- Aplanchna sieboldii (Leydig, 1854)

Rodzina Dicranophoridae Harring, 1913
- Dicranophorus caudatus (Ehrenberg, 1834)
- Dicranophorus edestes Harring & Myers, 1928
- Dicranophorus epicharis Harring & Myers, 1928
- Dicranophorus forcipatus (Muller, 1786)
- Dicranophorus grandis (Ehrenberg, 1832)
- Dicranophorus hauerianus Wiszniewski, 1939
- Dicranophorus hercules Wiszniewski, 1932
- Dicranophorus luetkeni (Bergendal, 1892)
- Dicranophorus prionacis Harring & Myers, 1928
- Dicranophorus robustus Harring & Myers, 1928
- Dicranophorus rostratus (Dixon-Nuttall & Freeman, 1902)
- Dicranophorus uncinatus (Milne, 1886)
- Aspelta aper (Harring, 1914)
- Aspelta circinator (Gosse, 1886)
- Aspelta egregia Myers, 1936
- Paradicranophorus aculeatus (Neiswestnowa-Shadina, 1935)
- Paradicranophorus hudsoni (Glascott, 1893)
- Wierzejskiella elongata (Wiszniewski, 1932)
- Wierzejskiella sabulosa (Wiszniewski, 1932)
- Wierzejskiella velox (Wiszniewski, 1932)
- Encentrum acrodon Wulfert, 1936
- Encentrum arvicola Wulfert, 1936
- Encentrum diglandula (Zavadowski, 1926)
- Encentrum felis (Muller, 1773)
- Encentrum grande (Western, 1891)
- Encentrum lupus Wulfert, 1936
- Encentrum marinum (Dujardin, 1841)
- Encentrum mustela (Milne, 1885)
- Encentrum putorius Wulfert, 1936
- Encentrum spatiatum Wulfert, 1936
- Encentrum sutor Wiszniewski, 1936
- Encentrum tyrphos Wulfert, 1936
- Encentrum wiszniewskii Wulfert, 1939
- Encentrum plicatum (Eyferth, 1878)
- Encentrum saundersiae (Hudson, 1885)
- Wigrella depressa Wiszniewski, 1932
- Erignatha clastopis (Gosse, 1886)
- Erignatha sagittoides Wiszniewski, 1935
- Myersinella tetraglena (Wiszniewski, 1934)

Rodzina Microcodidae
- Microcodon clavus Ehrenberg, 1830

### Gnesiotrocha

#### Flosculariacea
Rodzina Testudinellidae Harring, 1913
- Testudinella amphora Hauer, 1938
- Testudinella caeca (Parsons, 1892)
- Testudinella carlini Bartos, 1951
- Testudinella clypeata (O. F. Muller, 1786)
- Testudinella elliptica (Ehrenberg, 1834)
- Testudinella incisa (Ternetz, 1892)
- Testudinella mucronata (Gosse, 1886)
- Testudinella ohlei Koste, 1972
- Testudinella patina (Hermann, 1783)
- Testudinella parva (Ternetz, 1892)
- Testudinella reflexa (Gosse, 1887)
- Testudinella sphagnicola Rudescu, 1960
- Testudinella truncata (Gosse, 1887)
- Pompholyx complanata Gosse, 1851
- Pompholyx sulcata (Hudson, 1885)

Rodzina Flosculariidae
- Limnas ceratophylli Schrank, 1803
- Limnas melicerta Weisse, 1848
- Floscularia melicerta (Ehrenberg, 1832)
- Floscularia janus (Hudson, 1881)
- Floscularia ringens (Linnaeus, 1758)
- Ptygura beauchampi Edmondson, 1940
- Ptygura brachiata (Hudson, 1886)
- Ptygura brevis (Rousselet, 1893)
- Ptygura cephaloceros S.-Wright, 1957
- Ptygura crystallina (Ehrenberg, 1834)
- Ptygura furcillata (Kellicott, 1889)
- Ptygura intermedia (Davis, 1867)
- Ptygura melicerta Ehrenberg, 1832
- Ptygura pilula (Cubitt, 1872
- Ptygura velata (Gosse, 1851)
- Sinantherina socialis (Linnaeus, 1758)
- Lacinularia flosculosa (O. F. Muller, 1758)

Rodzina Conochilidae
- Conochilus dossuarius (Hudson, 1875)
- Conochilus hippocrepis (Schrank, 1830)
- Conochilus natans (Seligo, 1900)
- Conochilus unicornis Rousselet, 1892

Rodzina Hexarthridae Bartos, 1959
- Hexartha fenica (Levander, 1892)
- Hexartha intermedia Wiszniewski, 1929
- Hexartha mira (Hudson, 1871)
- Hexartha oxyuris (Sernov, 1903)

Rodzina Trochosphaeridae Harring, 1913
- Filinia cornuta (Weisse, 1849)
- Filinia longiseta (Ehrenberg, 1834)
- Filinia opolinesis (Zacharias, 1898)
- Filinia terminalis (Plate, 1886)

#### Collothecacea
Rodzina Collothecidae
- Collotheca ambigua (Hudson, 1883)
- Collotheca annulata (Hood, 1888)
- Collotheca atrochoides Wierzejski, 1893
- Collotheca balatonica Varga, 1936
- Collotheca calva (Hudson, 1885)
- Collotheca campanulata (Dobie, 1849)
- Collotheca coronetta (Cubitt, 1869
- Collotheca edentata (Collins, 1872)
- Collotheca heptabrachiata (Schoch, 1869)
- Collotheca libera (Zacharias, 1894)
- Collotheca mutabilis (Hudson, 1885)
- Collotheca pelagica (Rousselet, 1893)
- Collotheca ornata (Ehrenberg, 1832)
- Collotheca trilobata (Collins, 1872)
- Collotheca wiszniewski Varga, 1938
- Stephanoceros fimbriaticus (Goldfusz, 1820)

Rodzina Atrochidae
- Cupelopagis vorax (Leidy, 1857)
- Acyclus trilobus (Lucks, 1911)
- Atrochus tentaculatus Wierzejski, 1893